# Alberte
Alberte ist ein weiblicher Vorname.

## Herkunft und Bedeutung
Der Name ist die dänische und französische weibliche Form des Namens Albert.

## Bekannte Namensträgerinnen
- Alberte Brun (1918–1991), französische Pianistin
- Alberte Kjær Pedersen (* 1998), dänische Leichtathletin (Langstreckenlauf)
- Alberte Pullman (1920–2011), französische Chemikerin
- Alberte-Barbe de Saint-Baslemont (1606–1660), lothringische Adelige im Dreißigjährigen Krieg